# Alastis
Alastis a fost o formație de black metal din Sion, Elveția fondată în anul 1987.